# Чемпионат мира по бобслею 1958
17-й чемпионат мира по бобслею и скелетону прошёл с 25 января по 2 февраля 1958 года в городе Гармиш-Партенкирхене (ФРГ).

## Соревнование двоек
| Золото                                  | Серебро                                    | Бронза                          |
| Эудженио Монти, Ренцо Альвера (5:05,78) | Серджо Дзардини, Серджо Сьорпаэс (5:06,75) | Пол Асте, Йозеф Иссер (5:08,36) |

## Соревнование четвёрок
| Золото                                                          | Серебро                                                              | Бронза                                                                        |
| Ханс Рёш, Альфред Хаммер, Теодор Бауэр, Уолтер Халлер (4:49,33) | Франц Шелле, Эдуард Калтенбергер, Йозеф Стерфф, Отто Гёбль (4:50,40) | Серджо Дзардини, Массимо Богана, Ренато Мочеллини, Альберто Риджини (4:50,90) |

## Медальный зачёт
| Место | Страна  | Золото | Серебро | Бронза | Всего |
| ----- | ------- | ------ | ------- | ------ | ----- |
| 1     | Италия  | 1      | 1       | 1      | 3     |
| 2     | ФРГ     | 1      | 1       | 0      | 2     |
| 3     | Австрия | 0      | 0       | 1      | 1     |